# Denisz Anatolijovics Smihal
Denisz Anatolijovics Smihal (ukránul: Денис Анатолійович Шмигаль; Lviv, 1975. október 15. –) ukrán közgazdász, üzletember és politikus. 2019. augusztus 2-től 2020. január 5-ig az Ivano-frankivszki Állami Közigazgatási Hivatal elnöke, 2020. január 4-től társadalom- és területfejlesztési miniszter és egyúttal miniszterelnök-helyettes volt. 2020. március 4-től 2025. július 17-ig Ukrajna miniszterelnöke volt. 2025. július 17-től Ukrajna védelmi minisztere.
A 2022-es orosz invázió idején egyik miniszterelnök-helyettese Irina Verescsuk.

## Életpályája
1997-ben végzett mérnök-közgazdászként a Lvivi Műszaki Egyetemen.